# کاروانسرای گهکم
کاروانسرای گهکم مربوط به دوره صفویه است و در روستای گهکم ، بخش مرکزی، شهرستان حاجی آباد، استان هرمزگان واقع شده است. این اثر در تاریخ نهم بهمن ۱۳۸۴ با شمارهٔ ثبت ۱۴۰۴۶ به‌عنوان یکی از آثار ملی ایران به ثبت رسیده است.